# Rochelle Rose
Rochelle Rose (* 1974 in London) ist eine britische Filmschauspielerin.
Rochelle Rose war bereits in jungen Jahren bei größeren Filmproduktionen als Kinderdarstellerin tätig. Es folgten noch weitere Klein/Kleinstrollen in Filmen. Ihre wohl wichtigste Nebenrolle war als Noël Leslie, Countess of Rothes in James Camerons Welterfolg Titanic.
Am 12. Juni 2010 heiratete sie Tim Merrill und hat mit ihm ein Kind. Sie leben in Los Angeles, Kalifornien. 

## Filmografie (Auswahl)
- 1981: Die Nadel (Eye of the Needle)
- 1983: James Bond 007 – Octopussy (Octopussy)
- 1987: Das Reich der Sonne (Empire of the Sun)
- 1997: Titanic
- 1999: Der große Mackenzie (The Big Tease)
- 2002: Spanish Fly
- 2003: Hollywood Cops (Hollywood Homicide)
- 2012: Liz & Dick
- 2019: Ad Astra – Zu den Sternen (Ad Astra)
- 2020: Death in Paradise (BBC One- und France 2-Kriminalserie)